# Юмено Кюсаку
Юмено Кюсаку (яп. 夢野 久作, 4 січня 1889 – 11 березня 1936) — криптонім японського письменника раннього періоду Сьова, Суґіяма Ясумічі (яп. 杉山 泰道). Приблизне значення криптоніму — «людина, яка завжди мріє». Впродовж життя встиг пережити багато професій включно з посадою директора пошти та буддиського священника. Він писав детективні романи і був відомий своїм авангардизмом і сюрреалістичними, фантастичними та химерними наративами.